# Ни жизнь, ни смерть
«Ни жизнь, ни смерть» — фантастический рассказ известного русского советского писателя-фантаста Александра Беляева. Впервые опубликован в 1926 году. Поднимает тему анабиоза.

## История
В 1923 году Беляев переехал из Ялты в Москву, где жил в небольшой тёмной и сырой комнатке в Лялином переулке. Именно здесь появились его первые литературные произведения, такие как «Голова профессора Доуэля» или «Белый дикарь». Рассказ «Ни жизнь, ни смерть» на тему анабиоза был впервые опубликован в журнале «Всемирный следопыт» (1926, № 5—6). Именно в этом рассказе Беляев впервые упомянул имя профессора Вагнера, который вскоре стал главным героем целого цикла рассказов «Изобретения профессора Вагнера».

## Сюжет
Лондон, Сити. Прожектёр Карлсон предлагает богатому углепромышленнику Гильберту анабиоз как средство борьбы с экономическим кризисом, потрясающим буржуазную Европу. Он предлагает использовать работы русских учёных Бахметьева и Вагнера для того, чтобы замораживать безработных и пробуждать их после окончания кризиса. В Гренландии был построен «Консерваториум» для погружения в анабиоз и дальнейшего сохранения желающих. Поначалу рекламная кампания не приводит к желаемым результатам. Однако, по ходу экспериментов выясняется, что анабиоз приводит, например, к полному излечению туберкулёза. Постепенно обещанная финансовая поддержка семей безработных поднимает интерес к проекту. Мировая революция приводит к ненужности проекта. В страхе перед ней Карлсон и Гильберт взрывают «Консерваториум». Через 73 года историки находят троих уцелевших человек и пробуждают их. Один из них, бывший шахтёр Бенджамин Джонсон, оказывается в своей семье, где его сын — уже глубокий старик. Это приводит к постоянным трениям между 25-летним отцом и его 75-летним сыном. В конце концов, он находит других пробуждённых, также столкнувшихся с большими проблемами в сильно изменившейся жизни, и они все просят вновь подвергнуть себя анабиозу.

### Особенности сюжета
- В рассказе впервые в произведениях Беляева упомянут профессор Вагнер как учёный, который „…изобрёл способ изменять состав крови теплокровных животных, приближая их к крови холоднокровных животных.“
- Замороженные герои рассказа «просыпаются» через 73 года в августе 1998 года.

## Персонажи
- Карлсон — прожектёр
- Гильберт — углепромышленник
- Эдуард Лесли — астроном
- Мерэ — французский поэт
- Артур Лесли — племянник Эдуарда Лесли
- Бенджамин Джонсон — шахтёр-забойщик
- Крукс — историк
- Самуэль — сын Джонсона